# Dacus maynei
Dacus maynei är en tvåvingeart som beskrevs av Mario Bezzi 1924. Dacus maynei ingår i släktet Dacus och familjen borrflugor. Inga underarter finns listade i Catalogue of Life.